# Natalie Alison
Natalie Alison (Vienna, 13 giugno 1978) è un'attrice austriaca.

## Biografia
All'età di 18 anni si trasferisce ad Hollywood, dove per tre anni studia recitazione presso il Lee Strasberg Theater and Film Institute. Inoltre studia danza presso l'EDGE-Performing Arts Center e la Madonna Grimes Fitness Theatre Company. E negli Stati Uniti ha anche delle esperienze lavorative, apparendo soprattutto in film studenteschi della University of Southern California ed in alcune serie televisive: Buffy l'ammazzavampiri, E.R. - Medici in prima linea e Felicity.
Nell'estate del 1999 torna in Austria, dove inizia a studiare presso l'Università di Vienna. In aggiunta allo studio, lavora come ballerina o interprete in alcuni spettacoli, tra cui i musical: Joseph and the Amazing Technicolor Dreamcoat e Fame, e la commedia Moon Over Buffalo. In televisione appare in due produzioni italiane: la miniserie televisiva Padre papà, regia di Sergio Martino, co-produzione italo-tedesca, e la serie televisiva Una donna per amico 3.
Dal novembre del 2003 al giugno del 2006 interpreta il ruolo di Isabel Eggert nella soap opera tedesca girata a Berlino, Gute Zeiten - Schlechte Zeiten, ottenendo, nel 2004, la nomination al Premio Romy Schneider.
Nell'estate del 2007 conclude i suoi studi universitari, ottenendo la laurea in giornalismo. L'anno successivo pubblica il libro Einmal Hollywood und zurück (Hollywood e ritorno), in cui racconta della sua esperienza a Los Angeles e dà informazioni utili per chi vuole iniziare a lavorare nel mondo dello spettacolo.
Dalla fine di luglio del 2008 è tra gli interpreti principali della soap opera girata a Monaco di Baviera e trasmessa in oltre venti paesi del mondo, Tempesta d'amore (Sturm der Liebe), in cui interpreta il ruolo di Rosalie Engel.

## Vita privata
Dal 2017 è sentimentalmente legata a Clemens Trischler, un modello austriaco.

## Filmografia
- Schlosshotel Orth – serie TV, 2 episodi (1996-2000)
- Padre papà, regia di Sergio Martino – film TV (1998)
- Una donna per amico – serie TV, 1 episodio (1998)
- Gute Zeiten, schlechte Zeiten – serial TV, 30 puntate (2003-2006)
- Squadra Speciale Vienna (SOKO Donau) – serie TV, episodio 4x09 (2008)
- Zwei Weihnachtsmänner, regia di Tobi Baumann – film TV (2008)
- Tempesta d'amore (Sturm der Liebe) – serial TV, 1060 puntate (2008-2015, 2020-2022)
- Soko 5113 (SOKO München) – serie TV, episodio 35x15 (2010)
- The Mindy Project – serie TV, episodio 2x07 (2013)
- Die Rosenheim-Cops – serie TV, episodio 15x08-20x06 (2015, 2020)
- Schnell ermittelt – serie TV, episodio 6x03 (2018)
- Meiberger - Im Kopf des Täters – serie TV, episodio 2x01 (2019)
- Walking on Sunshine – serie TV, 10 episodi (2019-2020)